# Ioan Grigoraș
Ioan Grigoraș, född den 7 januari 1963 i Hunedoara, Rumänien, är en rumänsk brottare som tog OS-brons i supertungviktsbrottning i den grekisk-romerska klassen 1992 i Barcelona.